# Ватенс
Ватенс (на немски: Wattens) е селище в Западна Австрия. Разположено е в окръг Инсбрук на провинция Тирол. Надморска височина 564 m. Първите сведения за селището датират от 930 г. Отстои на 13 km източно от провинциалния център град Инсбрук. Население 7643 жители към 1 април 2009 г.

## Спорт
Представителният футболен отбор на града се казва ВШГ Сваровски (Ватенс).